# Vuoti a rendere
Vuoti a rendere (Vratné lahve) è un film del 2007 diretto da Jan Svěrák.

## Trama
Joseph, un insegnante di sessantacinque anni, non andando d'accordo con la scuola, si ritira. Ben presto, si stufa di stare a casa con la moglie e cerca lavoro, prima come corriere su due ruote e poi come responsabile del ritiro delle bottiglie vuote del supermercato. Pian piano il lavoro comincia a piacergli e Joseph inizierà ad intromettersi nelle vite dei clienti.